# Banu, Iași
Banu este un sat în comuna Dumești din județul Iași, Moldova, România.

## Poziție geografică
Localitatea Banu se află situată în comuna Dumești, județul Iași, la 1,5 km sud-vest de porțiunea din DN28 ce leagă orașele Iași și Podu Iloaiei, pe coasta dealului și pe partea de șes expusă spre nord-est. În trecut, satul s-a numit Cucuruzeni, deoarece în zonă se cultiva porumb, sau Căzăreni; numele actual provine de la titlul proprietarului satului, banul Popovici.

## Edificii
Biserica veche a fost stricată de către locuitorii din Cucuteni, care au luat icoanele ce astăzi se află în muzeul de la Mănăstirea Golia. Biserica nouă este sfințită în anul 1935 de către mitropolitul Nicodim, ajuns apoi patriarh, și are ca ocrotitori pe Sfânta Cuvioasă Parascheva și pe Sfântul Mare Mucenic Dimitrie Izvorâtorul de Mir. Zidirea acestei biserici se datorează venirii în sat a familiei Lăzărescu din Iași, compusă din trei persoane: Eduard Lăzărescu, fost deputat și prefect de Iași, și două surori: Ema și Marița. Aceștia s-au hotărât să facă, cu cheltuiala lor și prin munca voluntară a sătenilor, școala, dispensarul, șoseaua și biserica.
Biserica este în plan trilobat, cu pereții din cărămidă și fundația din beton, fără ornamentații exterioare. Acoperișul urmează forma zidurilor și are un turn în formă octogonală pentru clopote. În exterior, plafonul boltit este construit din scândurâ și cu tencuieli. Scafasul este deschis și e sprijinit pe doi stâlpi de zid care sprijină și turnul bisericii, și are acces în clopotniță. Construcție de tip nou, este luminoasă, având 13 ferestre. Pridvorul este deschis, sprijinit pe patru coloane de formă cilindrică cu arcade de susținere. Deasupra ușii de intrare, pe zid, este pictată  icoana Sfântului Dimitrie. Catapeteasma este construită cu stâlpi susținători, din lemn, cu ornamentații florale aplicate pe ea. Icoanele sunt mobile, pictate în stil neobizantin, predominând culoarea albastru și bronz, și au câteva răni cauzate de evenimentele războiului.Candelabrul din naos este bogat ornamentat.
A fost reparată în anul 1946, după ce un obuz a retezat turla bisericii în timpul războiului, și din nou în 1958. Se mai păstrează și astăzi o Biblie, precum și mai multe cărți de cult cu urme de schije provenite de la acel obuz.
Între anii 1984-2003, a fost restaurată catapeteasma, a fost consolidată clopotnița și au fost executate lucrări de întreținere ale bisericii, atât la exterior, cât și în interior. Incinta cimitirului a fost dublată ca suprafață. De asemenea, a fost construită în curtea bisericii o casă socială, formată din două încăperi.